# FC Dinamo II București
FC Dinamo II București a fost echipa secundă de fotbal a clubului FC Dinamo București. Echipa a evoluat ultima oară în sezonul 2021-2022 al Ligii a III-a.
Înființată în 2003, echipa a debutat în Divizia C, dar a obținut promovarea în Divizia B în chiar primul sezon. În stagiunea 2004-05 a Diviziei B, Dinamo II a jucat în Seria a II-a și a încheiat pe locul opt. În sezonul imediat următor, Dinamo II a ocupat poziția a 15-a, retrogradând în Divizia C, competiție ulterior redenumită Liga a III-a.
După un singur sezon în Liga a III-a, Dinamo II a redevenit în eșalonul secund al fotbalului românesc, reușind să câștige Seria II din Liga a III-a 2006-2007.
Au urmat clasări pe locul 10, 9, 15, 12, 13 și din nou 13 în următoarele șase sezoane ale Ligii II. În sezonul 2012-13, acel loc 13 a însemnat o nouă retrogradare în Liga a III-a. Au urmat patru sezoane în eșalonul al treilea, cu clasări la jumătatea ierarhiei. În vara anului 2017, echipa a fost desființată de către Ionuț Negoiță din cauza nerentabilității economice.
La data de 17 august 2020, compania spaniolă Benel International SA care a cumpărat clubul de la Negoiță a decis să reînființeze echipa a doua, sub denumirea Dinamo B și a cerut Federației Române de Fotbal să înscrie echipa în Liga a III-a. Federația a acceptat și i-a atribuit echipei un loc în seria 4.

## Jucători importanți
- Florin Matache
- Adrian Scarlatache
- Sergiu Homei
- Hristu Chiacu
- Nicolae Mușat
- Ștefan Radu
- Liviu Ganea
- Cristian Pulhac